# Telelever

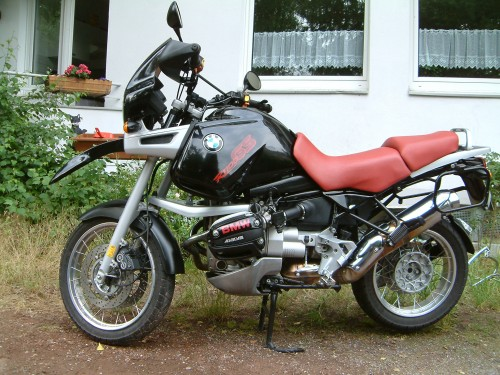
Telelever an einer BMW R 1100 GS

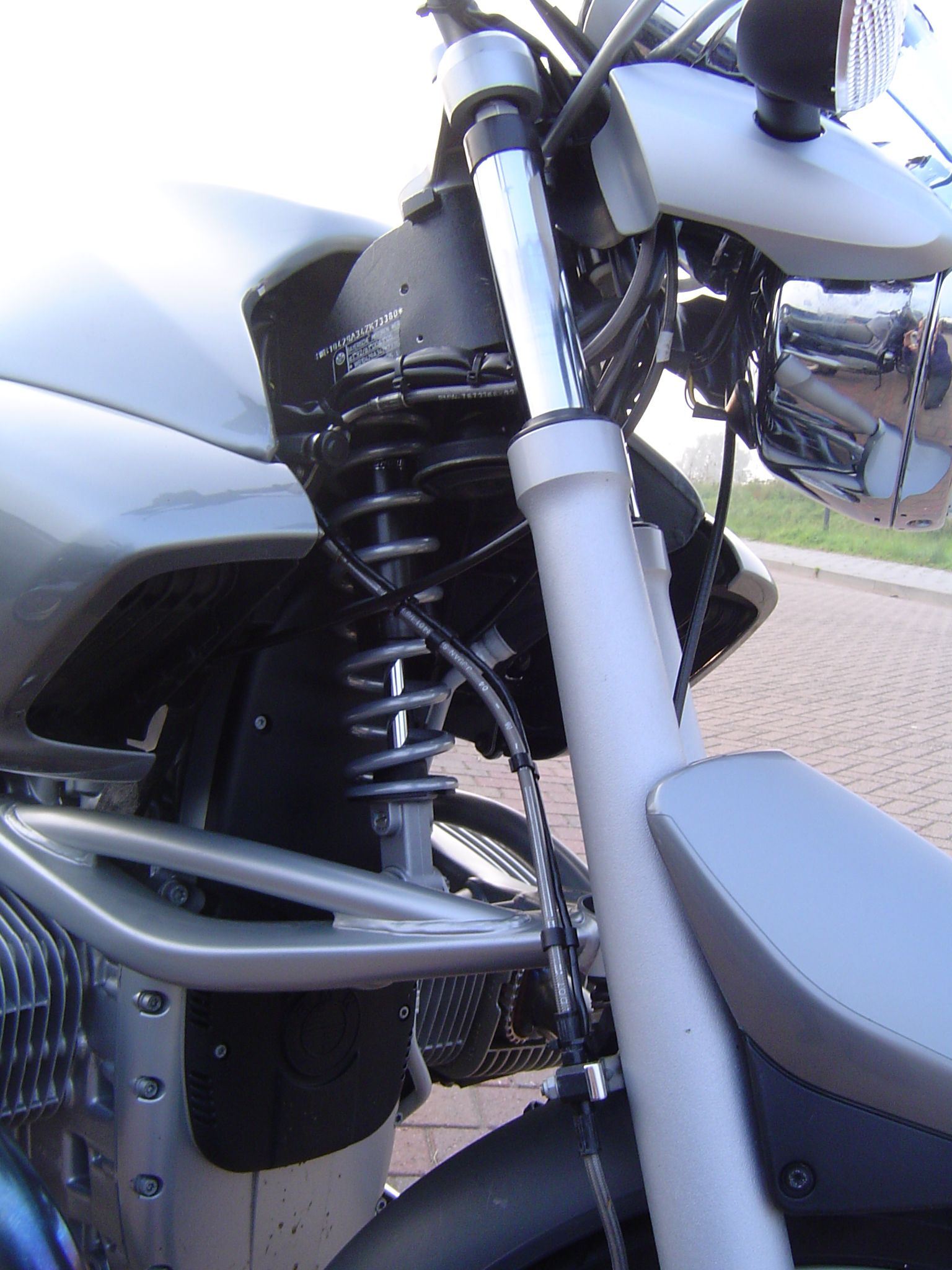
Detailansicht Telelever an einer BMW R 1150 R

Telelever ist eine von BMW patentierte und seit 1993 gebaute Vorderradaufhängung für Motorräder. BMW setzt diese Konstruktion vorzugsweise an Modellen mit Boxermotor und hohen Tourenanforderungen ein. Die letzten Fahrzeuge mit längs eingebautem Vierzylindermotor und der Scooter C1 erhielten ebenfalls den Telelever als Vorderradführung. Je sportlicher die Fahrzeuge im Laufe der Jahre wurden, desto eher wurde auf den Telelever verzichtet. Die quer eingebauten Vier- und Sechszylinderfahrzeuge mit Kardanantrieb erhielten eine Doppellängslenker-Vorderradführung, genannt Duolever. Alle anderen BMW-Motorräder und BMW-Scooter führen das Vorderrad mit einer Teleskopgabel.

## Aufbau
Telelever besteht im Wesentlichen aus einer speziellen Teleskopgabel, einem Längslenker und einem Federbein. Die Teleskopgabel übernimmt ausschließlich die Funktion von Vorderradführung und Lenkung, enthält also keine Federn und arbeitet nicht als Stoßdämpfer.
Die Standrohre der Teleskopgabel sind ganz oben, die Gleitrohre unmittelbar über dem Rad, durch jeweils eine Gabelbrücke verbunden. An der oberen Gabelbrücke wird die Gabel im Lenkkopflager, an der unteren Gabelbrücke vom Längslenker geführt, der wie eine Schwinge drehbar im Motorgehäuse oder Rahmen gelagert ist. Zwischen Längslenker und Lenkkopf ist das Federbein angeschlagen. Bei neueren Konstruktionen ist auch ein Höhenstandssensor zwischen Längslenker und Rahmen eingebaut, der den aktuellen Einfederzustand für geregelte Federelemente ermittelt.
Weil sich beim Ein- und Ausfedern die Winkel von Gabel, Längslenker und Lenkkopf zueinander ändern, sind die Standrohre in der oberen Gabelbrücke mit Topfgelenken und die untere Gabelbrücke mit einem Kugelkopf-Gleitlager im Längslenker gelagert.
Im Detail unterscheidet man drei verschiedene Telelever. Der Lenkungsdämpfer ist bei Typ 1 und 2 am Längslenker befestigt. Beim Evo Telelever ist der Längslenker an der oberen Gabelbrücke befestigt. Dadurch ist die ungefederte Masse 300 g geringer.

### Nicht kippentkoppelter Telelever Typ 1
- zwei Kugelgelenke zwischen Gabelbrücken und Rahmen bzw. Längslenker
- starr geklemmte Gabelbrücke oben
- Anwendung bei sportlichen Fahrzeugen
  - mit wenig Federweg BMW R 1100 RS
  - kurze, flache Lenker
- Lenker kippt beim Einfedern leicht
- Reibung um die Lenkachse ist hoch

### Kippentkoppelter Telelever Typ 2
- mit einem Kugelgelenk an der unteren Gabelbrücke, zwei Topfgelenken und einem zentralen Schrägkugellager
- Standrohre oben mit zwei Topfgelenken an der Gabelbrücke verschraubt
- Anwendung u. a. bei Tourenfahrzeugen
  - hohe, breite Lenker BMW K 1200 LT
  - größere Federwege BMW R 1150 GS Adventure
- Lenker kippt beim Einfedern nicht
- Radführung ist weicher

### EVO Telelever Typ 3
- Kugelgelenke ersetzt durch gebaute Lagerung
- Gabelbrücke oben aufgespalten in zwei Bauteile
  - radführende Gabelbrücke
  - Lenkerhalterung
- Anwendung bei allen Fahrzeugen denkbar BMW R 1300 GS
- Lenker kippt beim Einfedern nicht
- Lenkung ist leichtgängig
- steife, präzise Radführung
- geringere ungederte Masse
- Konstruktion ist aufwändig, schwer und teuer

|                                                         | Motor              | Segment  | Telelever-typ | Baujahr   |
| ------------------------------------------------------- | ------------------ | -------- | ------------- | --------- |
| R 1100 RS R 1150 RS                                     | Luftboxer          | Sport    | 1             | 1993–2005 |
| R 1100 RT R 850 RT R 1150 RT                            | Luftboxer          | Tourer   | 2             | 1995–2005 |
| R 1100 GS R 850 GS R 1150 GS R 1150 GS Adv              | Luftboxer          | Enduro   | 2             | 1994–2005 |
| R 1100 R R 850 R R 1150 R R 1150 Rockster               | Luftboxer          | Roadster | 2             | 1994–2005 |
| K 1200 RS                                               | Vierzylinder längs | Sport    | 1             | 1996–2004 |
| R 1100 S                                                | Luftboxer          | Sport    | 1             | 1998–2005 |
| C1 C1 200                                               | Einzylinder        | Scooter  | 2             | 2000–2003 |
| K 1200 LT                                               | Vierzylinder längs | Tourer   | 2             | 1998–2009 |
| R 1200 C R 850 C R 1200 CL                              | Luftboxer          | Cruiser  | 2             | 1997–2004 |
| K 1200 GT K41                                           | Vierzylinder längs | Tourer   | 2             | 2002–2005 |
| R 1200 GS K25 R 1200 GS Adv                             | Luftboxer          | Enduro   | 2             | 2004–2013 |
| R 1200 RT K26                                           | Luftboxer          | Tourer   | 2             | 2005–2013 |
| R 1200 ST R 1200 S HP2 Sport                            | Luftboxer          | Sport    | 1             | 2005–2010 |
| R 1200 R                                                | Luftboxer          | Roadster | 2             | 2006–2013 |
| R 1200 GS K50 R 1200 GS Adv R 1250 GS K50 R 1250 GS Adv | Wasserboxer        | Enduro   | 2             | 2012–2023 |
| R 1200 RT K52 R 1250 RT K52                             | Wasserboxer        | Tourer   | 2             | 2014–     |
| R 1300 GS KA1 R 1300 GS Adv                             | Wasserboxer        | Enduro   | 3             | 2024–     |

## Vorteile
- hohe Stabilität durch tiefliegenden Längslenker
- geringes Eintauchen der Federung beim Bremsen
- kaum (Nick-)Schwingungen bei ABS-Regelvorgängen
- Teleskopgabel ohne Feder-/Dämpfer, dadurch leichter
- Erhöhung des Nachlaufes beim Bremsen, d. h. ein hohes Maß an Stabilität beim Bremsen

## Nachteile
- aufwendige Konstruktion
- vergleichsweise hohes Gewicht
- relativ schwergängige Lenkung durch Kugelkopf-Gleitlager
- bei sportlicher Fahrweise mangelnde Rückmeldung vom Vorderrad